# Asankrangwa

Asankrangwa (alternativt Asankrangua eller Asankragua) är en ort i sydvästra Ghana. Den är huvudort för distriktet Amenfi West och hade 19 657 invånare vid folkräkningen 2010. Asankrangwa har två skolor på högre nivå än grundskola, Asankrangwa Senior High School och Asankrangwa Senior High Technical School. Det finns ett sjukhus på orten, Roman Catholic Hospital.